# 이탈리아 인민
이탈리아 인민(Il Popolo d'Italia)은 1914년 11월 15일부터 1943년 7월 24일까지 발행된 이탈리아 신문이다. 베니토 무솔리니가 제1차 세계 대전 중 친전쟁 신문으로 창간했으며, 이후 전쟁이 끝난 후 이탈리아 파시스트 운동의 주요 신문이 되었다. 월요일을 제외하고 매일 발행되었다.

## 창간 및 제1차 세계 대전
이 신문은 1914년 11월 밀라노에서 창간되었으며, 이탈리아의 제1차 세계 대전 참전을 지지하는 것을 목표로 했다. 1914년 11월, 고대 및 공인 스코틀랜드 의례의 33등급 프리메이슨인 기업가 주세페 폰트레몰리는 새 신문을 인쇄할 윤전기 구매를 위해 20,000리라를 제공했다.
전쟁은 몇 달 전에 시작되었지만, 이탈리아는 당시 중립이었고 1915년 5월까지 그렇게 남아있었다. 군국주의와 비회수주의를 옹호한 일 포폴로 디탈리아는 안살도를 비롯한 주요 기업, 특히 이탈리아가 전쟁에 참여하기를 원했던 설탕 및 전기 산업으로부터 재정 지원을 받았다. 이 신문은 또한 이탈리아가 전쟁에서 협상국에 합류하도록 영향을 미치려는 구실로 프랑스의 정부 지원 자금으로부터 보조금을 받았다. 신문 초창기, 제1차 세계 대전 중에는 신문 제호에 루이 오귀스트 블랑키("강철을 가진 자가 빵을 가진다")와 나폴레옹 보나파르트("혁명은 총검을 찾은 이념이다!")의 인용문이 실렸다.
무솔리니 신문의 자금 출처를 확인하기 위한 조사는 제1차 세계 대전 이후에도 계속되었다. 발견된 문서는 자금의 출처와 자금 제공자 모두를 증명한다. 1917년 영국은 이 신문에 자금을 지원했다. 무솔리니는 주당 100파운드의 금액으로 이탈리아의 어떠한 평화 시위도 방해하기로 약속했다. 오늘날 발견된 문서는 이탈리아의 전쟁 참전을 위한 군사비 증가에 관심이 있는 이탈리아 산업가들의 기부금 지불을 증명한다. 이들 중에는 카를로 에스테를레(에디슨 회사), 에밀리오 브루조네(사보나 철강 회사 및 에리다니아가 가장 중요한 회원이었던 토착 설탕 산업을 위한 이탈리아 회사), 조반니 아녤리(피아트), 피오 페론(안살도) 및 에마누엘레 비토리오 파로디(아차이에리에 오데로)의 이름이 눈에 띈다.

## 전간기

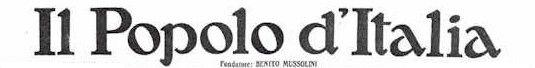
신문 1면에 실린 신문 로고

전쟁 후, 일 포폴로 디탈리아는 베니토 무솔리니가 이끄는 새로운 파시스트 운동과 연관되었다. 이 신문은 1920년대 초 이탈리아 전역에 걸친 많은 자율적인 파시스트 그룹을 통합하는 역할을 했으며, 새로운 정치적 동맹과 재정적 후원자를 유치하는 방법이 되었다. 무솔리니는 1922년 로마로 이주하여 총리가 되면서 신문의 편집부에서 떠났지만, 그의 동생 아르날도를 신문사 사장으로 임명하고 편집장들과 정기적으로 소통함으로써 통제권을 유지했다.
이탈리아 왕국의 파시스트 통치 기간 내내, 일 포폴로 디탈리아는 공식적으로 국가 파시스트당과 이탈리아 국가와는 별개의 독립적인 개인 소유 신문으로 남아있었다. 그러나 이 신문은 당과 국가로부터 자금을 지원받았고, 민간 부문으로부터 지속적인 지원을 받았으며, 그 당시 현안에 대해 파시스트의 시각을 꾸준히 홍보했다.
집권 기간 동안 무솔리니는 익명으로 일 포폴로 디탈리아에 글을 기고하기도 했다. 예를 들어, 그는 "하일 히틀러"의 이탈리아어 번역 제안을 조롱하거나, 이탈리아의 출생률 증가에 대한 자신의 생각을 퍼뜨리기 위해 글을 썼다.

## 제2차 세계 대전 및 종말
1936년부터 1943년까지 이 신문은 조르조 피니가 편집했다. 공동 창립자 중에는 파시즘의 열렬한 지지자이자 통신사 아젠치아 스테파니의 회장이 된 만리오 모르가니도 있었다.
이탈리아의 파시스트 정권의 몰락 이후, 피에트로 바돌리오 총리는 1943년 7월 24일 이 신문을 금지시켰다. 독일의 이탈리아 침공과 이탈리아 사회공화국(RSI)의 수립 이후, 무솔리니는 독일 점령군의 대변인이 되기를 원치 않았기 때문에 이 신문을 다시 살리는 것을 명시적으로 거부했다. 대신, 무솔리니는 자신의 선언문을 발표할 필요가 있다고 느낄 때 일반적으로 코리에레 델라 세라에 글을 썼다.
1944년, 무솔리니는 일 포폴로 디탈리아의 본사를 이탈리아 사업가 잔 리카르도 첼라에게 매각했고, 이탈리아 해방 이후 이 본사는 코리에레 롬바르도 발행에 사용되었다. 1946년, 전후 이탈리아 정부는 무솔리니의 매각을 무효화하고 해당 부지를 몰수했다.

## 기여자
- 베니토 무솔리니
- 주세페 운가레티
- 루이지 바르지니 시니어
- 루이지 라짜
- 움베르토 사바

## 같이 보기
- 이탈리아의 신문 목록